# Producción limpia
Producción limpia, producción más limpia o producción pulcra es una iniciativa preventiva específica para empresas. Se define como una estrategia de gestión empresarial preventiva aplicada a productos, procesos y organización del trabajo, cuyo objetivo es minimizar emisiones y/o descargas en la fuente, reduciendo riesgos para la salud humana y ambiental, y elevando simultáneamente 
a la competitividad. Intenta minimizar residuos y emisiones nocivas al medio ambiente a la vez que maximiza la producción de productos. Analizando el flujo de materiales y la energía en una empresa, uno de los intentos para identificar las opciones para minimizar la contaminación en la industria pasa por estrategias de reducción de materias primas (consumo). Además, acciones para evitar, reducir o disminuir, en su origen, la cantidad y/o contaminación de los residuos peligrosos generados. Las mejoras en la organización y tecnología ayudan a reducir y elegir mejores opciones en cuanto a materiales y energía se refiere.
Producción limpia, producción pulcra o producción más limpia son conceptos hermanos que están relacionados con el desarrollo sostenible y la ecoeficiencia. La producción limpia surge desde la ingeniería de procesos como producto de los procesos de mejoramiento continuo, de control de la calidad y de reingeniería de la década de los ochenta, y consiste en la revisión de las operaciones y procesos unitarios que forman parte de una actividad productiva o de servicios, con miras a encontrar las diversas posibilidades de mejoramiento u optimización en el uso de los recursos.

## Cómo implementarla
La producción limpia (Clean Production en inglés) tiene diferentes pasos de apliación:
- Revisión de procesos y operaciones unitarias que conforman la actividad
- Identificación de las entradas y salidas (flujo de materiales y de energía) en los procesos y operaciones
- Identificación de otros recursos que se requieren en los procesos y operaciones

Una vez se han cumplido los anteriores pasos, se tiene la línea base de la actividad, y con ella se puede proponer las mejoras bajo dos enfoques: i) la disminución bajo un contexto de metas y objetivos o ii) la reducción del uso de recursos bajo un esquema de productividad y sostenibilidad; sea cual sea la motivación, son tres los caminos por los que se puede optar:
1. Planteamiento de medidas operativas que permitan la disminución de los recursos demandados
2. Planteamiento de cambio en los insumos usados o en el control de los subproductos generados
3. Reconversión tecnológica (modernización del proceso)

## Prevención de residuos
En España la Ley de residuos 22/2011 de 28 de julio define la prevención de residuos como:

1 - conjunto de medidas adoptadas en la fase de concepción y diseño, de producción, de distribución y de consumo de una sustancia, material o producto, para reducir:
1.º La cantidad de residuo, incluso mediante la reutilización de los productos o el alargamiento de la vida útil de los productos.
2.º Los impactos adversos sobre el medio ambiente y la salud humana de los residuos generados, incluyendo el ahorro en el uso de materiales o energía.

3.º El contenido de sustancias nocivas en materiales y productos..

La prevención de residuos para conseguir una producción más limpia puede ser de tipo cuantitativo, reduciendo las cantidades de materiales utilizados, como menos embalaje, menos volumen,... o de tipo cualitativo, reduciendo la cantidad de sustancias contaminantes que contenga el producto. 

## Cómo mejorar la prevención
- Producción y venta ecológica: introducción de planes empresariales de prevención de residuos en todos los niveles y en todas las fases, adoptar sistemas de gestión ambiental, utilizar las mejores técnicas disponibles, donación de los excedentes alimentarios,...

- Compra responsable: consumo responsable de productos duraderos, consumo de productos a granel, utilización de bolsas y envases reutilizables y retornables, ...

- Uso responsable de los productos: utilización de los productos según el manual, utilización responsable del papel y de los envases, reutilización y reparación de los productos, evitar el despilfarro alimentario, atención a las fechas de consumo preferente y caducidad,etc.

- Evitar que los residuos generados sean residuos mediante la donación, el intercambio y el segundo uso o vida.

## Opciones para reducir emisiones
- Energía biomasa Se trata de materia orgánica procedente de seres vivos como animales o plantas. Una de sus fuentes principales se encuentra en el sector agrícola. Los residuos fósiles como petróleo, carbón o gas natural no se incluyen en esta categoría. Anualmente se producen unas 1,7×10¹¹ toneladas de biomasa en la Tierra lo cual proporciona 3×10²¹ Julios (10 veces el consumo mundial de energía primaria).

Este combustible se aprovecha con procesos de combustión o por transformación en sustancias combustibles. Sus inconvenientes frente al carbón, petróleo o gas natural son la baja densidad energética, humedad e inestabilidad en su almacenamiento. Contra esto las ventajas de la biomasa pasan por ser una fuente de energía renovable reduciendo así las emisiones nocivas al medio ambiente.